# Foscarnet
Foscarnet ist ein antiviral wirksamer Arzneistoff (Virostatikum), der hauptsächlich zur Behandlung von Herpesviren bei vorliegenden Resistenzen gegen andere Virostatika eingesetzt wird. Das Wirkspektrum umfasst das Cytomegalievirus, die Herpes-simplex-Viren und das Varizella-Zoster-Virus. Foscarnet wird als Natriumsalz unter den Markennamen Foscavir® (CH) und Triapten® (D) vertrieben und unterliegt der ärztlichen Verschreibungspflicht.

## Pharmakologie

### Anwendungsgebiete
Foscarnet ist zur systemischen Behandlung einer Lebens- und augenlichtbedrohenden Erkrankung durch Cytomegalieviren sowie zur Behandlung akuter Schleimhautinfektionen durch aciclovirresistente Herpesviren bei Patienten mit AIDS zugelassen. Auch bei einer Herpes-simplex-Enzephalitis wird Foscarnet als Alternative bei bestehender Aciclovir-Resistenz eingesetzt. Die Applikation erfolgt intravenös. Die Halbwertszeit im Blut beträgt 3,3–6,8 Stunden. 
Als Inhaltsstoff in Hautcremes wird Foscarnet lokal zur Behandlung von Haut- und Schleimhautinfektionen durch Herpes-Simplex-Virus Typ 1 und 2, wie Herpes labialis, Herpes genitalis und Herpes integumentalis, eingesetzt. Die Wirksamkeit dieser Anwendungsform ist jedoch nicht belegt und Nebenwirkungen werden befürchtet.

### Wirkmechanismus
Foscarnet ist ein Analogon des Pyrophosphats. Als solches blockiert es die Pyrophosphatbindungsstelle der DNA-Polymerase und der Reversen Transkriptase und ist somit ein selektiver Inhibitor dieser viralen Enzyme.

## Nebenwirkungen
- Nierenversagen
- Hypocalciämie